# Komine
Komine este un sat din comuna Pljevlja, Muntenegru. Conform datelor de la recensământul din 2003, localitatea are 579 de locuitori (la recensământul din 1991 erau 603 locuitori).

## Demografie
În satul Komine locuiesc 437 de persoane adulte, iar vârsta medie a populației este de 34,0 de ani (33,0 la bărbați și 35,0 la femei). În localitate sunt 153 de gospodării, iar numărul mediu de membri în gospodărie este de 3,78.
Această localitate este populată majoritar de sârbi (conform recensământului din 2003).
|  |

| Demografie | Demografie | Demografie |
| An         | Locuitori  | Locuitori  |
| ---------- | ---------- | ---------- |
|            |            |            |
|            |            |            |
|            |            |            |
|            |            |            |
| 1948       | 79         |            |
| 1953       | 91         |            |
| 1961       | 112        |            |
| 1971       | 174        |            |
| 1981       | 355        |            |
| 1991       | 603        | 603        |
| 2003       | 583        | 579        |

| \| Componența etnică conform recensământului din 2003[2] \| Componența etnică conform recensământului din 2003[2] \| Componența etnică conform recensământului din 2003[2] \| Componența etnică conform recensământului din 2003[2] \| Componența etnică conform recensământului din 2003[2] \| \| ----------------------------------------------------- \| ----------------------------------------------------- \| ----------------------------------------------------- \| ----------------------------------------------------- \| ----------------------------------------------------- \| \| \| \| \| \| \| \| Sârbi \| Sârbi \| \| 427 \| 73,74% \| \| Muntenegreni \| Muntenegreni \| \| 135 \| 23,31% \| \| necunoscută \| necunoscută \| \| 4 \| 0,69% \| |              |  |     |        |
| Componența etnică conform recensământului din 2003 |              |  |     |        |
| |              |  |     |        |
| Sârbi | Sârbi        |  | 427 | 73,74% |
| Muntenegreni | Muntenegreni |  | 135 | 23,31% |
| necunoscută | necunoscută  |  | 4   | 0,69%  |